# Susanne Wilpers
Susanne Wilpers (* 1968 in Geseke, Ostwestfalen-Lippe) ist eine deutsche Psychologin. Sie ist Professorin für Personalmanagement an der Hochschule Heilbronn, Fakultät Wirtschaft (WI).

## Ausbildung und Tätigkeit
Susanne Wilpers absolvierte nach ihrem Abitur am Gymnasium Antonianum in Geseke ihr Diplomstudium in Psychologie an den Universitäten Marburg, Hamburg sowie CUNY, USA. Sie promovierte unter Jens Asendorpf an der Humboldt-Universität zu Berlin über die Entwicklung sozialer Netzwerke in Abhängigkeit von Persönlichkeitsfaktoren. Ihre inhaltlichen Fachgebiete sind die der Industrie- und Organisationspsychologie sowie der Persönlichkeitspsychologie. Nach ihrem Studium arbeitete sie als Beraterin des deutschen Entwicklungsdienstes (DED), als Personalentwicklerin in der Stahlindustrie und Personalleiterin in der Medienbranche.
Seit 2005 ist Wilpers an der Hochschule Heilbronn. Sie war dort von 2005 bis 2015 Stiftungsprofessorin der Stadt Heilbronn an der Fakultät für Technik II und von 2010 bis 2015 stellvertretende Gleichstellungsbeauftragte. Seit 2015 verstärkt sie die Fakultät für Wirtschaft, als Professorin und Auslandsbeauftragte. Zeitgleich ist sie im Hochschulrat der Hochschule Heilbronn.

## Internationale Zusammenarbeit und Forschung (Auszug)
Wilpers war maßgeblich an der Beantragung und Durchführung von mehreren internationalen EU Projekten rund um die Thematik der Digitalisierung der Lehre beteiligt. So begleitete sie den deutschen Teil des Projektes "Digimates: Development of Innovative, Gamified and Interactive Method for Advanced e-Teaching and E-learning of Skills" als auch des Projektes "Building an innovative network for sharing of best educational practices, incl. game approach, in the area of international logistics and transport". Zudem ist sie an der Gründung der German International University (GIU) beteiligt.
Ab 2025 wird sie das Europäische Hochschul Allianz Projekt EUonAir verstärken. In diesem Projekt wird in einem internationalen Team die Nutzung von Künstlicher Intelligenz im Bildungsbereich geforscht werden.

## Ehrenamtliches Engagement
Wilpers ist als Vertrauensdozentin der Studienstiftung des deutschen Volkes am Standort Heilbronn tätig und unterstützt als Gutachterin die Akkreditierung von Studiengängen.

## Memory und Kinderuni
Im Rahmen von diversen Kindervorlesungen dozierte Wilpers über den Zusammenhang von kognitiven Entwicklungsschritten und Spielerfolg.

## Sonstiges
Susanne Wilpers ist mit einem Spieltheoretiker verheiratet und hat zwei Söhne. Sie ist die jüngere Schwester von Henriette Wilpers und Gabriele Wilpers. Wilpers lebt in Heidelberg.